# 庫羅奇內
49°50′53″N 37°24′30″E / 49.84806°N 37.40833°E
庫羅奇內（烏克蘭語：Куроччине）是位於烏克蘭東部的村莊，由哈爾科夫州庫皮揚斯克區的金德拉希夫卡市鎮負責管轄。該村始建於1908年，面積0.06平方公里，海拔高度207米，2001年人口38，人口密度每平方公里633.3人。